# Carlsberg Crown
Carlsberg Crown var en øl, der blev brygget af Carlsberg og solgt i Danmark i anledning af kronprins Frederik og Mary Donaldsons bryllup den 14. maj 2004.
I forbindelse med det genoptog Carlsberg en gammel tradition med at fremstille specielle bryg i anledning af særlige royale begivenheder.
Brygget var meget let og perlende og ledte med bryggeriets egne ord tanken hen på champagne med en let blomsteragtig smag fra humlen. Øllen var produceret på tasmansk humle og dansk pilsnermalt med en alkoholstyrke på 6,5%. Det lette indtryk blev opnået ved tilsætning af yderligere kulsyre.
Den tasmanske humle var fra et afsides område i Mary Donaldsons hjemland, hvor humlen har vokset siden den europæiske kolonisering i starten af det 19. århundrede. De 400 kg blev leveret af det tasmanske firma Australian Hop Marketers (AHM). Malten blev bl.a. lavet på byg fra Schackenborg gods og dermed dyrket af kronprinsens bror, prins Joachim.
Brygget blev tappet på standard 33 cl flasker, men bryggeriet valgte udelukkende at anvende nye flasker, som ikke var skrammet af brug og vask. Salget blev indledt den 29. marts og varede så længe, lageret rakte (typisk til  juni samme år). Carlsberg Crown blev alene afsat på det danske marked og solgt enkeltvis eller i fire-styks pakninger.
Navnet, etiketten og emballagen var designet af bureauet 11 Design, som har ladet sig inspirere af elefantordenens blå bånd for valg af baggrundsfarve til etiketten. Etiketten var påtrykt teksten:
| Carlsberg                                    |
| CROWN                                        |
| PERLENDE BRYLLUPSBRYG                        |
| Brygget i anledning af det kongelige bryllup |
| 14.maj 2004                                  |
| BRYGGET AF DANSK MALT OG TASMANSK HUMLE      |

## Andre royale lejlighedsbryg
Carlsberg har ved fem tidligere lejligheder produceret specielle bryg, men det er første gang, øllet er sat til salg på det danske marked. Tidligere bryg har alene været brugt til gaver eller afsat i udlandet. De tidligere begivenheder har været:
- 1932, da prinsen af Wales (senere kong Edvard 8. af Storbritannien) besøgte bryggeriet
- 1934, da det siamesiske kongepar besøgte Danmark
- 1937, da Georg 6. af Storbritannien blev kronet i England
- 1953, da Elizabeth 2. af Storbritannien blev kronet
- 1957, da dronning Elizabeth 2. af Storbritannien besøgte Danmark